# Битва за Бокерон (1932)
Битва за Бокерон (исп. Batalla de Boquerón) — бои во время Чакской войны между войсками Боливии и Парагвая, проходившие 7—29 сентября 1932 года. Первое сражение войны.

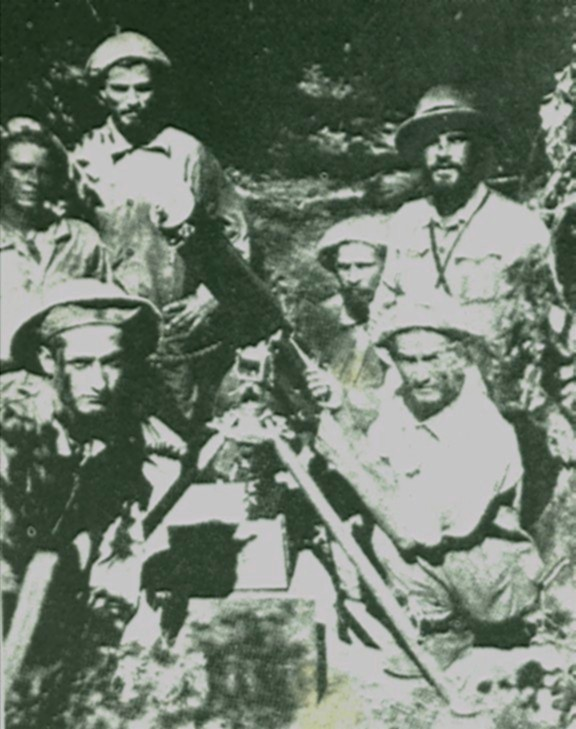
Парагвайцы со станковым пулеметом

В течение 23 дней, солдаты «Полка Кампос» из Ла-Паса и 140-го полка пехоты из Оруро, общей численностью 619 солдат под командой подполковника Мануэля Марсаны защищались от атак превосходящих парагвайских сил под командованием генерала Хосе Феликса Эстигаррибии.
В боях принимали активное участие воздушные силы обеих стран, их использовали для разведки и бомбардировки позиций противника. Значительное преимущество в воздухе, однако, имела Боливия, у которой было гораздо больше самолётов. Вначале боливийцам удалось задержать парагвайское наступление, однако 9 сентября две парагвайские дивизии числом около 5000 солдат атаковали форт, а когда атака была отбита, взяли его в осаду. Боливийцам трижды удавалось прорвать эту осаду и пополнить число защитников новыми силами, их число поднялось с нескольких сотен до 619 человек.
Под Бокероном боливийцы использовали все имеющиеся силы авиации как для бомбардировки парагвайских позиций, так и для поставки боеприпасов, еды и медицинских средств осаждённым войскам. Парагвайцы активно использовали артиллерию и противовоздушные средства, что заставило боливийцев летать на больших высотах, снижая эффективность авиации. Бомбометание и сбрасывание припасов с большой высоты не были достаточно точными, вследствие чего много припасов, предназначенных боливийцам, доставались парагвайцам. Однако во время этой битвы боливийское командование не знало о проблемах снабжения осаждённого форта и планировало наступление с целью прорыва осады. 17 сентября боливийское командование направило приказ голодным защитникам форта продержаться ещё 10 дней, совершая при этом контратаки, однако форт пал через два дня.

Битва за Бокерон стала известным примером героизма, когда горстка боливийцев, страдая от жажды и голода, в течение продолжительного времени защищалась против намного превосходящих сил парагвайцев; её часто сравнивают с Фермопильским сражением. В результате битвы форт с гарнизоном 619 человек продержался почти три недели, до 29 сентября, против 7500 парагвайских солдат, потеряв 150 человек погибшими. Потери парагвайцев составили примерно 500 человек.

## Ссылка
- Casabianca, Ange-François; Boselli Cantero, Cristina (2000). Una guerra desconocida: la campaña del Chaco Boreal, 1932-1935 vol. 3. Asunción (Paraguay): El Lector. ISBN 9992551917.
- Farcau, Bruce W. (1996). The Chaco war: Bolivia and Paraguay, 1931-1935. Westport (Connecticut): Praeger. ISBN 0-275-95218-5.
- Boquerón La guerra del Chaco (ісп.)